# Gio (Rapper)
Gio (* 24. April 1990; bürgerlich Giovanni Gartner) ist ein deutscher Rapper, Live-Streamer, Webvideoproduzent und ehemaliger Battle-Rapper aus Berlin.

## Werdegang

### Anfänge
Gio wuchs ohne Vater auf, seine Mutter bezog Arbeitslosengeld II. Im April 2006 eröffnete er seinen Youtube-Kanal Giovannio. Dort postete er zunächst persönliche Lieder über Themen wie die Liebe. Laut.de bezeichnete diese Lieder als „deepe Herzschmerz-Texte“. Anschließend wechselte Gio zum Battle-Rap und nahm am Videobattleturnier teil. In seinem ersten VBT im Jahr 2011 erreichte er das 64tel-Finale. Im VBT 2012 nahm er erneut teil und erregte Aufsehen, indem er im 64tel-Finale die Rapperin ÉSMaticx besiegte. Das Video hat auf YouTube über zwei Millionen Aufrufe und machte Gio bekannt.

### Battle-Rap-Zeit
Sein endgültiger Durchbruch war die Teilnahme am JuliensBlogBattle. Im Jahr 2013 kam er bis ins Finale, wo er SpongeBOZZ unterlag. Es entstand ein Beef zwischen Gio und SpongeBOZZ, weil SpongeBOZZ gefälschte Nazi-Fotos von Gio zeigte. 2014 gewann Gio das JBB, unterlag allerdings im King Finale gegen SpongeBOZZ. Gio reichte keine Rückrunde ein, sondern gab auf, als SpongeBOZZ eine 34-minütige Battle-Runde einreichte, die über 25 Millionen Mal aufgerufen wurde. Am Ende der 34-minütigen Battle-Runde bezichtigte SpongeBOZZ Gio außerdem der Pädophilie und des sexuellen Missbrauchs. Gio erhielt eine besonders negative Resonanz und Drohungen auf diese Anschuldigungen, welche nur für das Battle ausgedacht wurden. Gio sprach mit SpongeBOZZ und Julien, dem Organisator des JuliensBlogBattle, woraufhin SpongeBOZZ seine Aussagen revidierte und ihm einen gemeinsamen Rap-Part in einem Mammut-Remix anbot. Auf dem gemeinsamen Part im Mammut-Remix nannten sie sich God (SpongeBOZZ) und King (Gio) of Battle. Das King Finale 2015 konnte Gio gegen EnteTainment für sich entscheiden.
Der gemessen an YouTube-Klicks größte Erfolg von Gio war der im Mai 2015 hochgeladene Disstrack „Kein Rapper“, in dem Gio den kommerziellen und seelenlosen Stil von LionT und Dagi Bee kritisiert. „Kein Rapper“ wurde bisher 8,5 Millionen Mal abgerufen und löste eine Welle weiterer Disstracks gegen LionT aus, zum Beispiel von 4tune. Ebenfalls kam es zu einem Zerwürfnis zwischen Gio und KC Rebell, weil dieser mit Dagi Bee zusammenarbeitete. LionT konnte nicht adäquat auf den Diss reagieren und sein Image wurde nachhaltig geschädigt.

### Nach der Battle-Rap-Zeit
Ende 2016 verkündete Gio das Ende seiner Battle-Rap-Karriere. Er wolle sich nun gefühlvolleren und persönlicheren Texten zuwenden: „Ich habe keine Lust, ein paar Idioten zu dissen, nur damit eventuell ein paar Millionen hier klicken, denn was bringt es wenn mich hier Kinder seh'n, aber ich im Endeffekt nicht dahinter steh.“ Auf seinem Album „Zahltag“, das nach einigen Verschiebungen des Release-Dates im März 2017 erschien, ist folglich viel Realtalk zu hören. „Zahltag“ chartete in Deutschland auf Platz 46.
Gio streamt seit 2016 regelmäßig auf Twitch.

## Diskografie

### Alben
- Zahltag (2017)

### Lieder
- Ich bin weg (2012)
- Schau nicht weg (2012)
- Das bin alles ich (2012)
- Scheiß drauf (feat. Das W., 2012)
- Bis zum Ende (feat. Jay-Soul, 2012)
- Raus hier (feat. Maylen & KOK, 2012)
- Weit weg (2012)
- Ein richtiger Rapper (2012)
- Gemeinsam einsam (2012)
- Kein Glauben (2012)
- Auf einmal (feat. Maylen, 2012)
- Liebe ist... (feat. Maylen, 2012)
- Das letzte Kapitel (2013)
- Du Versager (2013)
- Das Leben auf dem Klo des Kenneth Glöckler (2013)
- Gelernt damit zu leben (2014)
- Wir leben für den Scheiß! (feat. Casa, 2014)
- Einstecken (feat. Herr Kuchen, 2014)
- Vielleicht (2014)
- King Gio (2015)
- 100.000 Abonnenten (FREESONG, 2015)
- Kein Rapper (2015)
- YouTube Apokalypse (feat. Jaspa, 2017)
- Frei (2017)
- Ich mach was ich will (2017)
- Outro (2017)
- Silversjaren fun Diss (2018)
- Kein Interesse (2018)
- Was weißt du schon? (2018)
- Wie immer (2018)
- Ich lass los (2018)
- Gio, rap ma (2018)
- Alles gut (prod. by Sytros, 2019)
- Weitermachen (2019)
- R.I.P (2019)
- Plastik (Prod. by Emde51, 2020)
- Unikat (2020)
- Mama (Prod. by Bonzvy, 2020)
- Legenden (SpongeBOZZ, Gio & GReeeN feat. Der Asiate, Deamon & Johnny Diggson, 2022; #11 der deutschen Single-Trend-Charts am 8. April 2022[14])
- Panik (Prod. by Yeno, 2023)